# 愛我你再親親我
《愛我你再親親我》，為泰國GMM 25與LINE TV於2018年4月22日起播出的浪漫愛情喜劇，改編自Hideko Sunshine的原作小說《火紅之吻》、《桃紅之吻》、《紫羅之吻》及《攸藍之吻》。由苼楠塔茬·塔納潘披散（Fom）、朱塔吾·帕塔拉剛普（March）、甘雅薇·诵恩（Thanaerng）、塔納查·威吉翁通（Mond）、提迪蓬·德查阿派坤（New）、林陽（Tay）、Jintanutda Lummakanon（Pango）及皮拉帕·瓦塔納汕西瑞（Earth）主演。
此劇由GMMTV與製作公司Housestories 8合作拍攝，為電視劇《愛我你就親親我》的續作，故事設定為第一季的前傳。在2018年2月GMMTV的「Series X」活動上公開先導預告片。其後，此劇於2018年4月在GMM 25電視台及LINE TV首播，同年7月終映。

## 劇情簡介
本劇為《愛我你就親親我》的前作，講述四段不同的愛情：愛情可不會乖乖按照你的計劃到來。大姐Sansuay想忘了前男友So，回歸工作的重心，但她心裡卻始終留著那個人的位置；二姐Sanson對Matt一直抱持同性戀的偏見，在她的頻頻測試下自己也將陷入其中；四姐Sanwan秉持著學霸精神不近男色，卻因為母親的緣故意外與R假扮情侶...；小團體中的Pete與Kao因發生衝突而產生矛盾，兩人的關係會是消極還是積極？

## 演員陣容
註：括號內的演員姓名為小名。

### 主要人物
- 苼楠塔茬·塔納潘披散（英语：Sananthachat Thanapatpisal）（Fon）飾演 Sanwan
- 朱塔吾·帕塔拉剛普（March）飾演 R
- 甘雅薇·诵恩（Thanaerng）飾演 Sanson
- 塔納查·威吉翁通（英语：Tanutchai Wijitwongthong）（Mond）飾演 Matt
- 提迪蓬·德查阿派坤（New）飾演 Kao
- 林陽（Tay）飾演 Pete
- Jintanutda Lummakanon（Pango）飾演 Sansuay
- 皮拉帕·瓦塔納汕西瑞（Earth）飾演 So

### 其他人物
- 娜帕拉·吉拉威宋謄功（Mild）飾演 Sandee
- 吉拉迪·塔瓦翁（Mek）飾演 Thada
- 瓦拉妮·塔瓦翁（Mook）飾演 Sanrak
- 塔纳本·万罗西力侬（Na）飾演 Win
- 協塔朋·平朋（Tao）飾演 Na
- Phurikulkrit Chusakdiskulwibul（Amp）飾演 Pat
- 彩拿甘·阿旁蘇提南（Gunsmile）飾演 Wayu
- 納查特·佳塔潘（Nicky）飾演 June
- 愛麗絲·曹伊（Alice）飾演 Sinee
- Krittanai Arsalprakit（Nammon）飾演 Prize
- 朱塔芘·英詹（Jamie）飾演 Mint
- Pop Khamgasem 飾演 Chacha
- Chiwpreecha Thitichaya（Chat）飾演 Sanwan的朋友
- Kaimook Apasiri 飾演 Angie
- 普萊姆·蓬皮塞（英语：Pluem Pongpisal） 飾演 Rain
- Natticha Chantaravareelekha（Fond）飾演 Gift
- Supakorn Sriphotong（Pod）飾演 Sun
- 蓋溫·卡斯奇（Fluke）飾演 Mork
- 帕查娜·塔布彤（Kapook）飾演 Nicole
- Tiny Noelle Klinneam 飾演 Jane
- Krittaphat Chanthanaphot 飾演 Pete 父親
- Benja Singkharawat（Yangyi）飾演 Kao 母親
- Saitharn Niyomkarn 飾演 母親

### 特別出演
- Achirawich Saliwattana（Gun）飾演 Rit
- Co Khunakorn Kirdpan

## 電視劇原聲帶
| 歌名                                                    | 歌手                       | 連結  |
| ------------------------------------------------------- | -------------------------- | ----- |
| - 給它一個吻 - (ให้มันน่าKissหน่อย) - (Hai Mun Na Kiss Noi) | 莎楠查娜·阿芘莎麥蒙空(Aye) | [ 7 ] |

## 外部連結
- GMMTV官方網站 （页面存档备份，存于）（泰文）
- MyDramaList 劇集介紹及劇評 （页面存档备份，存于）（英文）
- 豆瓣劇集介紹 （页面存档备份，存于）（中文）